# Z mester – Ip Man öröksége
Z mester – Ip Man öröksége (eredeti cím: Z Master: Ip Man Legacy, kínaiul: 葉 問 外傳 ： 張 天 志) egy 2018-ban bemutatott kínai harcművészeti film, melyet Jűn Vó-pheng (Yuen Woo-ping) rendezett, valamint Raymond Wong és Donnie Yen készített. Ez az Ip Man filmsorozat spin-offja, amely az Ip Man – A védelmező eseményei után játszódik. A főszereplők Max Zhang, Dave Bautista és Liu Jen (Liu Yan).
A filmet Kínában 2018. december 21-én  mutatták be, Magyarországon DVD-n jelent meg szinkronizálva 2020. július közepén.

## Szereplők
| Szerep | Színész              | Magyar hang     |
| --- | -------------------- | --------------- |
| Cőng Tín-cí (Cheung Tin Chi), egykori Wing Chun-mester, akit Jíp Man (Ip Man) legyőzött párbajban zárt ajtók mögött, majd később zsoldossá vált.                                                        | Max Zhang            | Szalay Csongor  |
| Owen Davidson, a kábítószercsempész szindikátus vezetője, aki egy éttermet is működtet. | Dave Bautista        | Faragó András   |
| Julia | Liu Jen (Liu Yan)    | Sánta Annamária |
| Fu, Julia testvére és egykori harcművész, aki a Gold Bar tulajdonosa a Bar Street-en. | Hszing Jü (Xing Yu)  |                 |
| Chou Ngán-kvan (Tso Ngan Kwan), a Chőng Lók (Cheung Lok) bűnszervezet vezetője, aki azt akarja, hogy a banda legitim üzleti egységgé váljon, valamint ő Chou Szaj-kít (Tso Sai Kit) idősebbik testvére. | Michelle Yeoh        | Radó Denise     |
| Sadi, harcos. (különleges cameo megjelenés) | Tony Jaa             | nem szólal meg  |
| Chou Szaj-kít (Tso Sai Kit), Chou Ngán-kvan (Tso Ngan Kwan) öccse, aki kezdetben ópiumhelyet üzemeltet, mielőtt nővére háta mögött kábítószercsempésszé válna a Bar Street-en.                          | Kevin Cheng          | Szatory Dávid   |
| Nana, ópiumfüggő és Julia közeli barátja. | Chrissie Chau        | Kelemen Kata    |
| Má Khing-száng (Ma King-sang), a helyi triád vezetője és volt harcművészeti tanítvány. | Patrick Tam          |                 |
| Rendőrtiszt, aki szövetkezik Owennel. | Brian Thomas Burrell | Rosta Sándor    |
| Faj (Fai) rendőrtiszt, hongkongi rendőr, akinek kétségei támadnak brit kollégái felől. | Philip Keung         |                 |
| vendégszereplő | Jűn Vá (Yuen Wah)    |                 |

További magyar hangok: Maszlag Bálint, Elek Ferenc, Botár Endre, Galbenisz Tomasz, Varga Gábor

## Kapcsolódó filmek
- Ip Man – A becsület útján
- Ip Man – A nagymester
- Ip Man – A védelmező
- Ip Man 4. – Finálé
- Ip Man – A legenda születése
- Ip Man – A végső harc
- Z mester – Ip Man nyomában
- A nagymester
- Ip Man